# ヒルトン

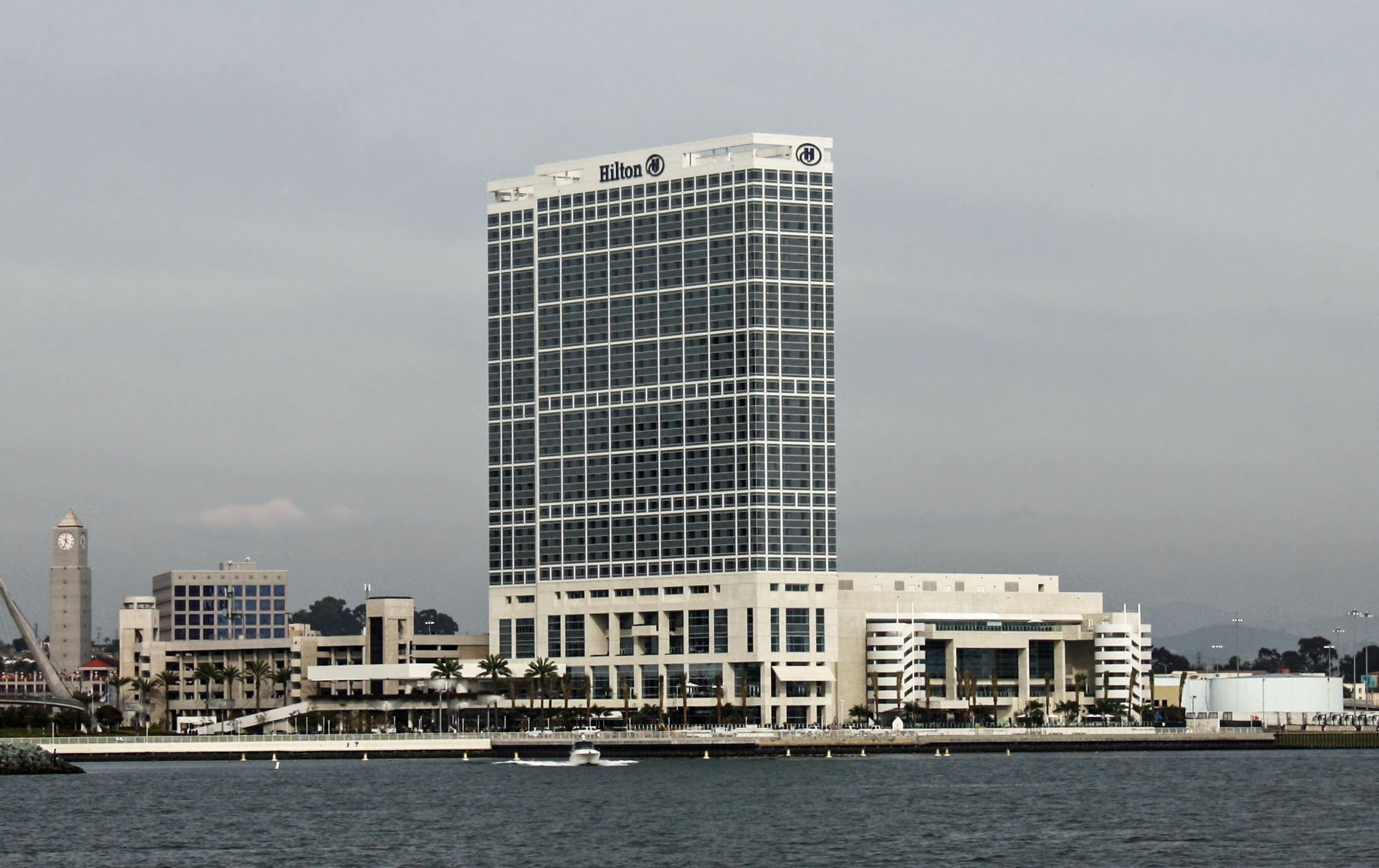
ヒルトン・サンディエゴ・ベイフロント

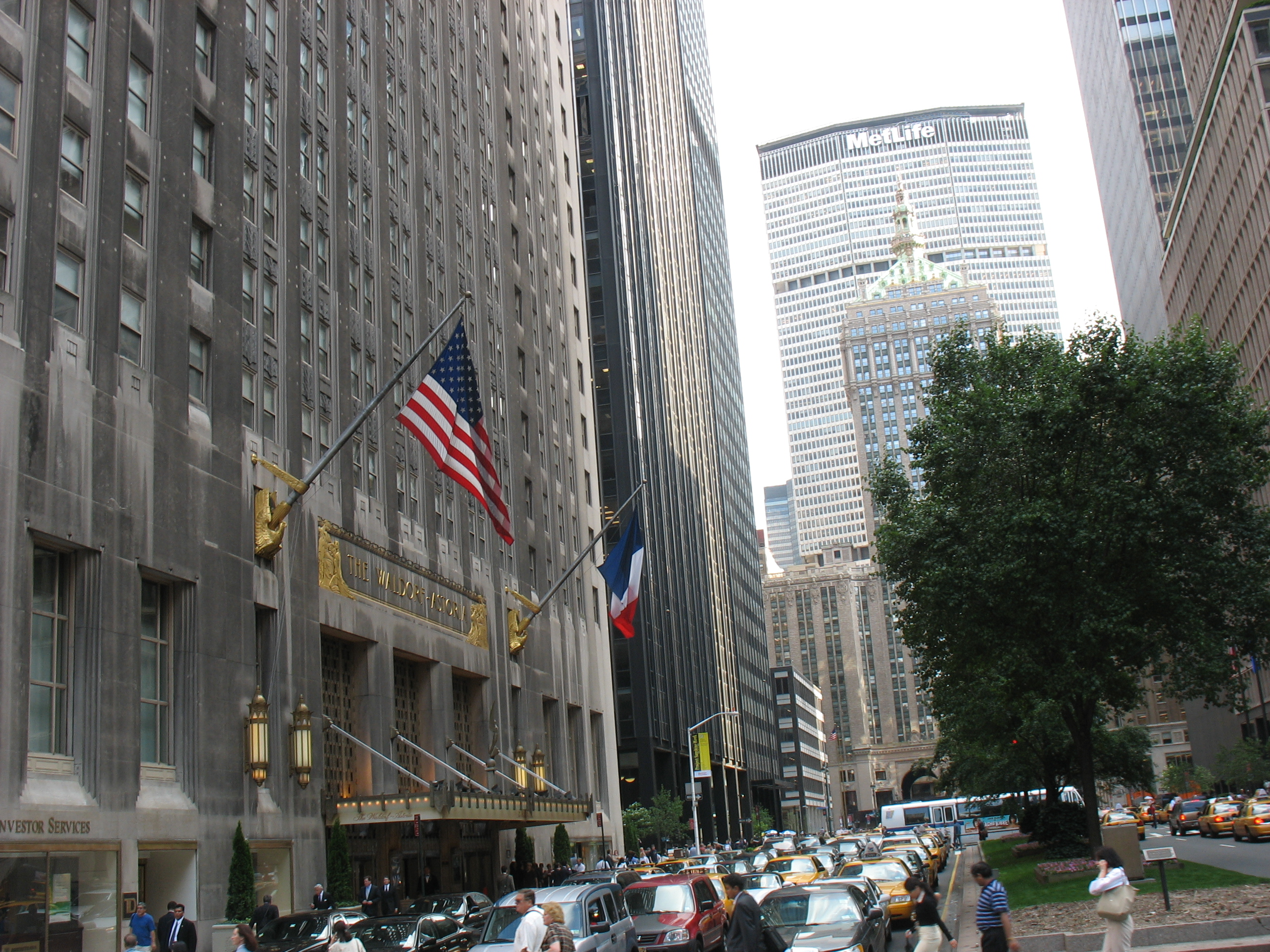
ウォルドーフ・アストリア（現ウォルドーフ・アストリア・ニューヨーク）

ヒルトン（Hilton）は、ヒルトン・ワールドワイド（Hilton Worldwide、以前の社名はヒルトン・ホテルズ・コーポレーション、Hilton Hotels Corporation）が国際的に展開しているアメリカのホテルチェーンである。2019年末時点で140の国と地域で8400軒のホテルが営業している。

## 概説
ヒルトンホテルは、アメリカの実業家コンラッド・ヒルトン（Conrad Nicholson Hilton, Sr.）により創業された。
マリオット・インターナショナル、ハイアットホテルアンドリゾーツ、アコーホテルズなどと並び、世界的に有名なホテルチェーンの一つ。
運営会社は、投資ファンドブラックストーン・グループにより買収され、2007年10月に上場廃止となったが、2013年に再上場した。その後、中華人民共和国の海航集団がブラックストーンに代わって筆頭株主となる。
かつてはトランス・ワールド航空（後にアメリカン航空に吸収）が、米国外でのヒルトンホテルを持つヒルトンインターナショナルを所有していたこともある。
- 本社（ヒルトン・ワールドワイド） - アメリカ合衆国バージニア州タイソンズ。
- 設立 - 1919年、コンラッド・ヒルトンによって設立された。
- 展開 - 118の国・地域に6,200軒以上。
- 会員制度 - ヒルトン・オナーズ（Hilton Honors）、旧名はヒルトンHオナーズ（Hilton HHonors）。

## ヒルトン・ファミリー・ブランド
ヒルトン・ホテルズ＆リゾーツを保有するヒルトン・ワールドワイド・ホールディングスは、同ブランドを含む18のブランドを展開する。

### 現在のファミリー・ブランド
- ウォルドーフ・アストリア・ホテルズ&リゾーツ（Waldorf Astoria Hotels & Resorts）：当社のブランドで最上級に位置付けられるホテルブランド。
- LXRホテルズ＆リゾーツ：2018年設立のラグジュアリーブランド。競合はリーディングホテルズ・オブ・ザ・ワールドなど。
- コンラッド・ホテルズ＆リゾート（Conrad Hotels and Resorts）：ラグジュアリーブランド。
- キャノピーbyヒルトン（英語版）：ライフスタイルブランド。
- シグニアbyヒルトン：会議やイベントにフォーカスした高級ホテルブランド。競合はフェアモント・ホテルズ・アンド・リゾーツなど。
- ヒルトン：基幹ブランド。
- キュリオ・コレクション（英語版）：高級ホテルコレクション。2016年に設立。競合はオートグラフ コレクション（英語版）など。
- ダブルツリー、ダブルツリー・ゲスト・スイーツ（Doubletree Guest Suites）、ダブルツリー・クラブ・ホテル（Doubletree Club Hotel）：中級～高級ホテルブランド。モーテルからシティホテル、長期滞在型まで展開する。競合はクラウンプラザホテル（英語版）など。
- タペストリー・コレクション（英語版）：高級ホテルコレクション。競合はトリビュートポートフォリオなど。
- エンバシー・スイーツ・ホテル（Embassy Suites Hotels）：長期滞在型の高級ホテルブランド
- モットーbyヒルトン（Motto by Hilton）：2018年設立。
- テンポbyヒルトン（Tempo by Hilton）：2020年設立[4]。
- ヒルトン・ガーデン・イン（Hilton Garden Inn）：中級ホテルブランド
- ハンプトン・バイ・ヒルトン（英語版）、ハンプトン・イン&スイーツ（Hampton Inn & Suites）：エコノミーブランド
- トゥルーbyヒルトン（英語版）：中級ホテルブランド。2016年に誕生。
- ホームウッド・スイーツ・バイ・ヒルトン（英語版）：長期滞在型の中級ホテルブランド
- ホーム・ツー・スイーツ・バイ・ヒルトン（英語版）：長期滞在型の中級ホテルブランド。2009年に誕生。
- ヒルトン・グランド・バケーションズ（Hilton Grand Vacations）：長期滞在向けのタイムシェア型ホテルブランド。ニューヨーク証券取引所上場企業（NYSE: HGV）。

### かつて存在したブランド
- スカンディック・ホテル（Scandic Hotels）：北欧を中心に展開しているチェーン。2007年3月にスウェーデンのEQT社による買収が決定、4月に完了、同時にヒルトンホテルプログラムから独立した。
- レッド・ライオン・ホテル（Red Lion Hotels）：アメリカに展開している中級ホテル・チェーン。
- コーラル・バイ・ヒルトン（Coral by Hilton）：ドミニカを中心に展開しているリゾート・ホテル・チェーン。

## ヒルトンホテルチェーン

### 日本

#### LXRホテルズ＆リゾーツ
- ROKU KYOTO, LXR Hotels & Resorts（運営：東急リゾーツ&ステイ、しょうざん光悦芸術村内、2021年9月16日開業）[5]

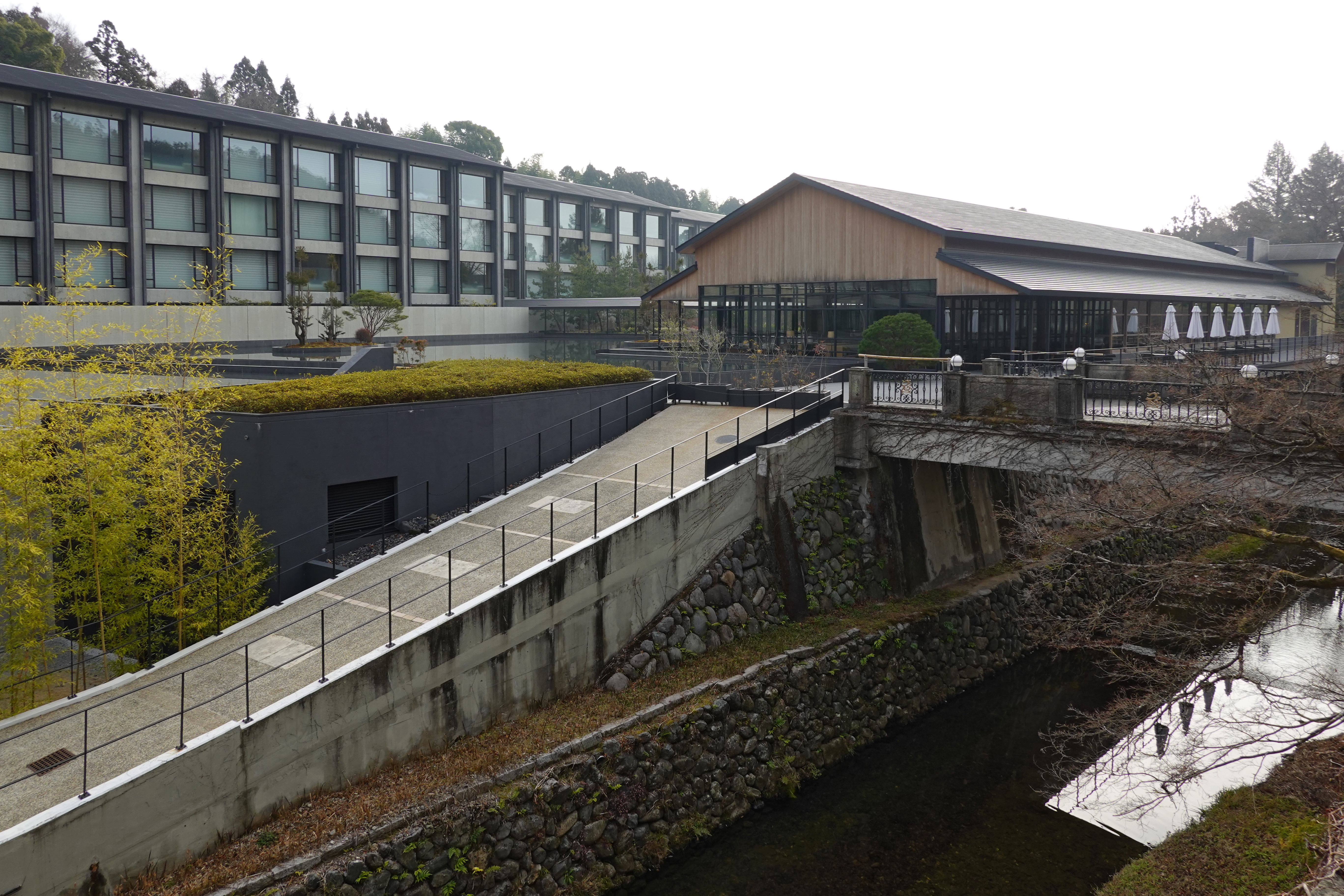
ROKU KYOTO, LXR Hotels & Resorts

#### ウォルドーフ・アストリア・ホテル
- ウォルドーフ・アストリア大阪（2025年4月3日開業）

#### コンラッド・ホテル
- コンラッド東京（運営：森トラスト出資のMT&ヒルトンホテル）
- コンラッド大阪（運営：Conrad Osaka 合同会社 中之島フェスティバルタワー・ウエスト内、2017年6月9日オープン）[6]

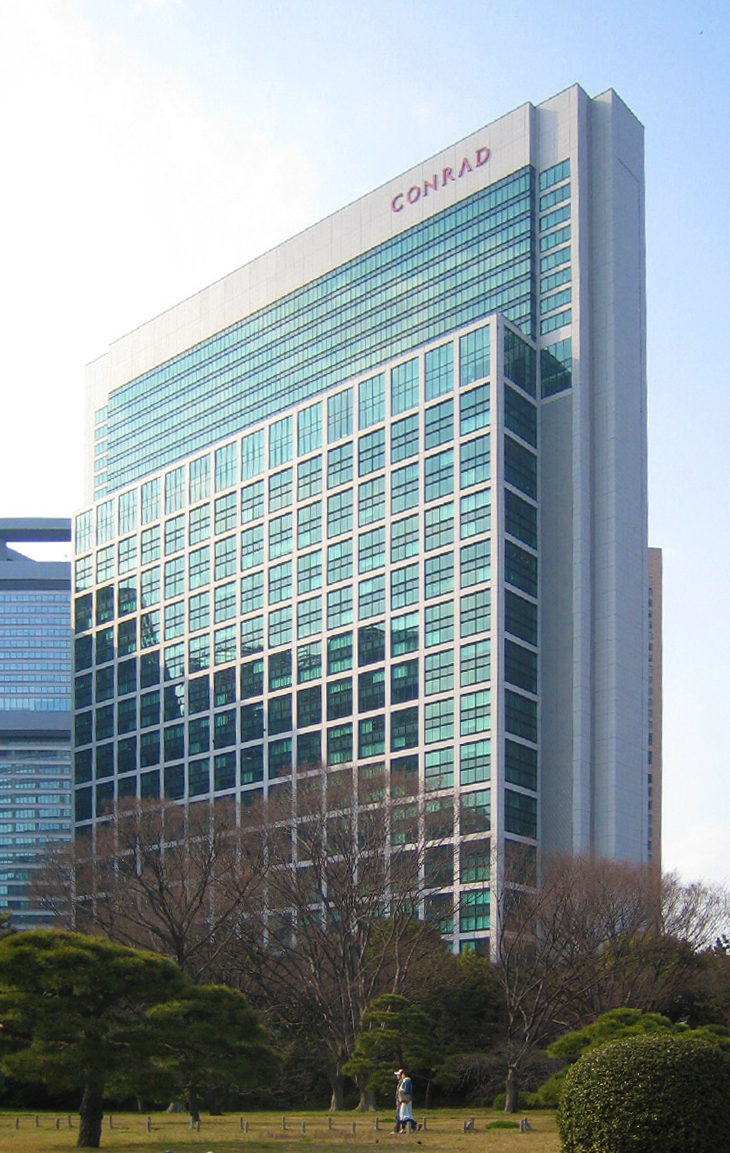
コンラッド東京
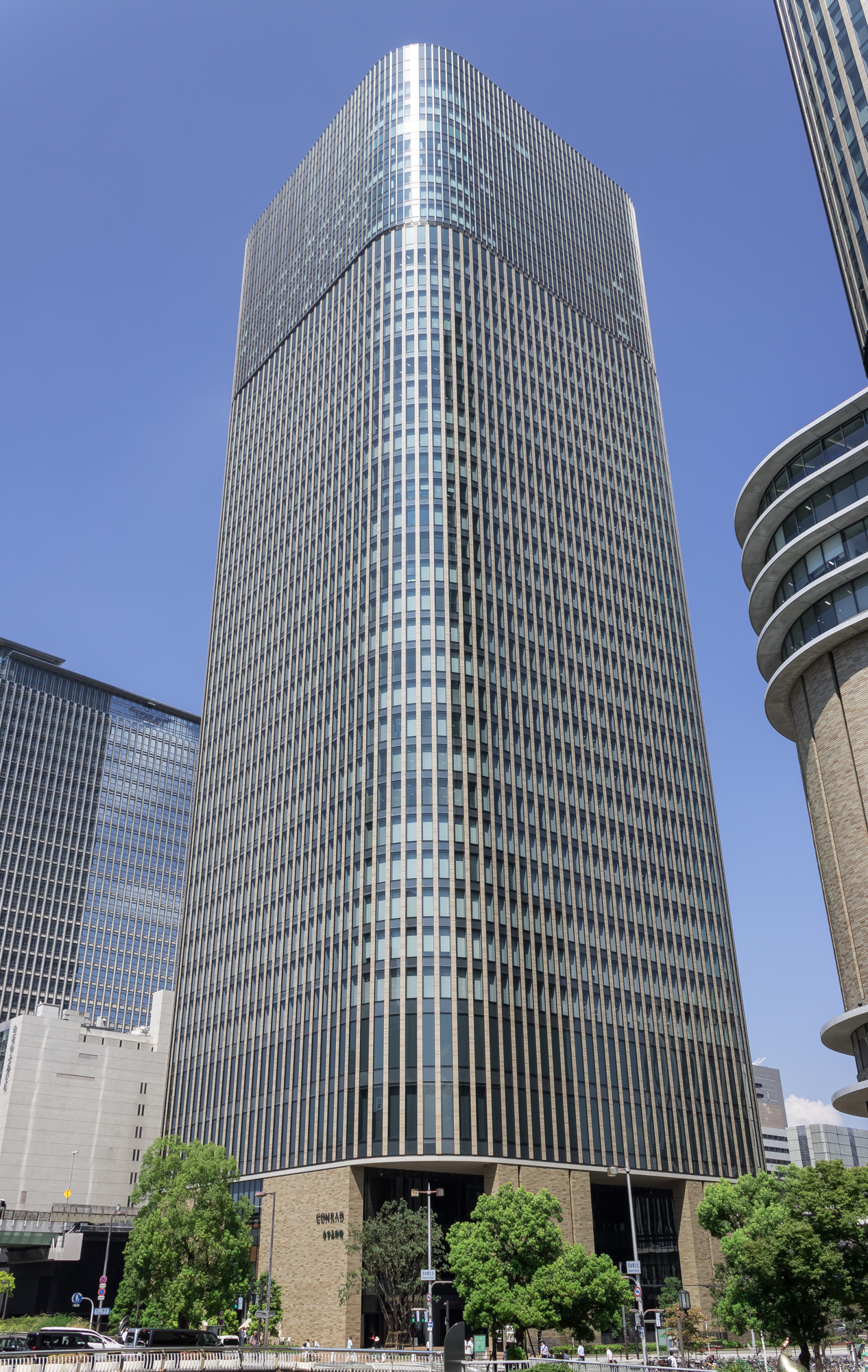
コンラッド大阪が入居する中之島フェスティバルタワー・ウエスト

#### キャノピーbyヒルトン
- キャノピーbyヒルトン大阪梅田（2024年9月6日開業)

#### ヒルトン・ホテル
開業年順
ヒルトンインターナショナル直系（ヒルトンジャパン）資本による施設
- ヒルトン東京（運営：日本ヒルトン株式会社）
- ヒルトン大阪（運営：大阪ヒルトン株式会社）
- ヒルトン東京ベイ（運営：東京ベイヒルトン株式会社）
- ヒルトン名古屋（運営：名古屋ヒルトン株式会社）
- ヒルトン小田原リゾート&スパ （旧：スパウザ小田原、運営：小田原ヒルトン株式会社）
- ヒルトン沖縄瀬底リゾート（2020年7月1日開業）[7]

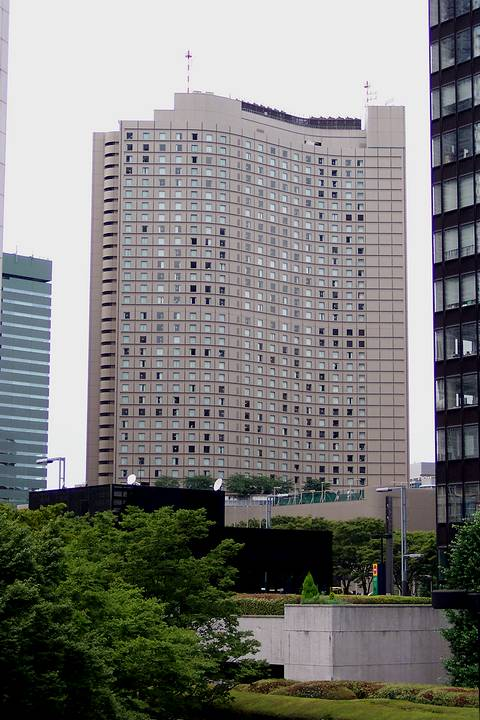
ヒルトン東京
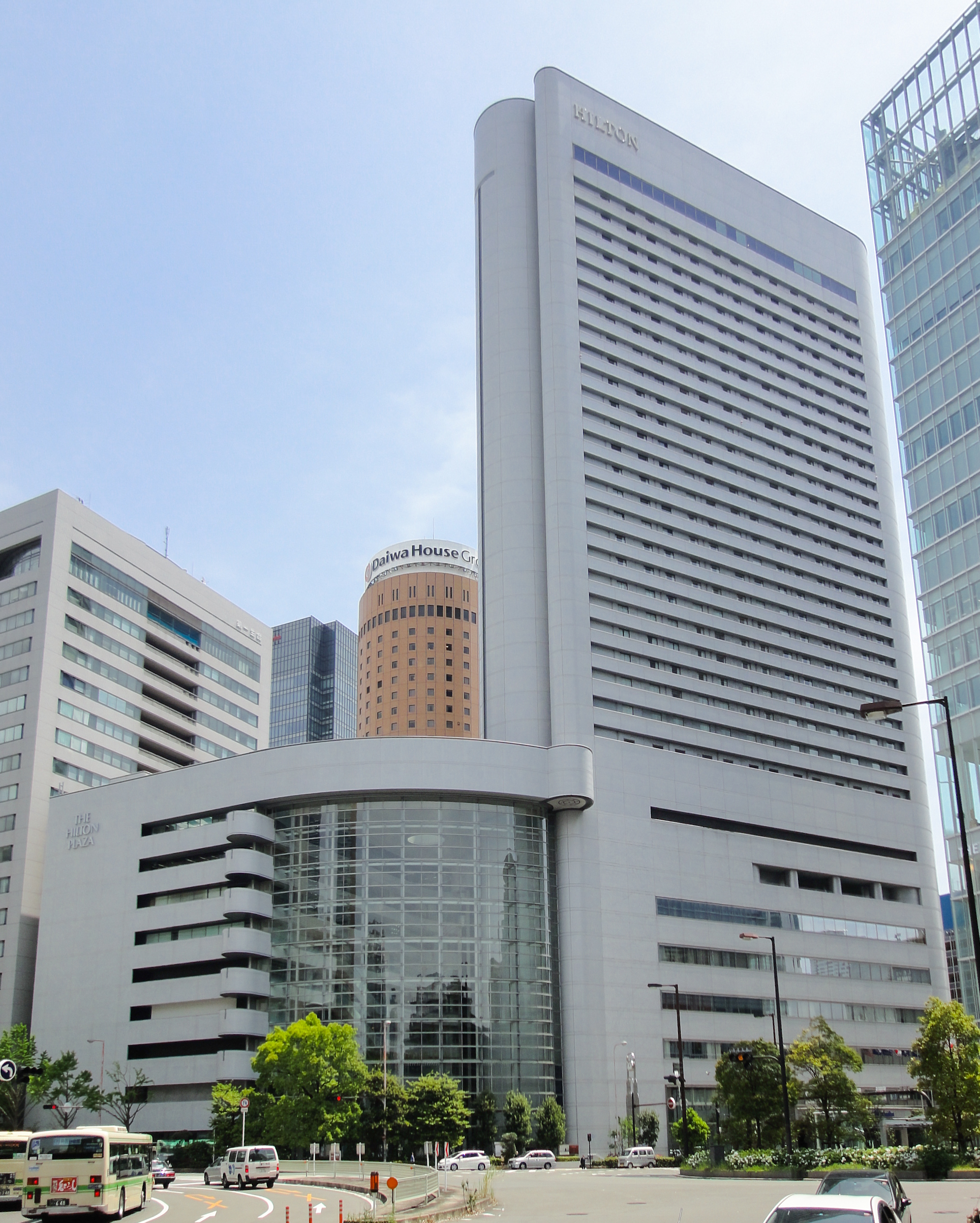
ヒルトン大阪
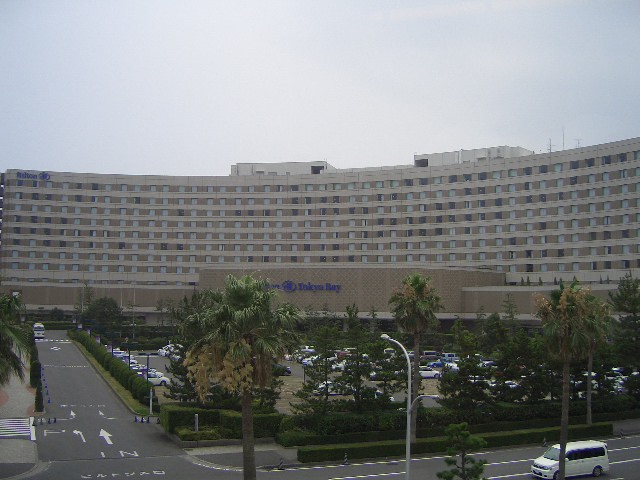
ヒルトン東京ベイ
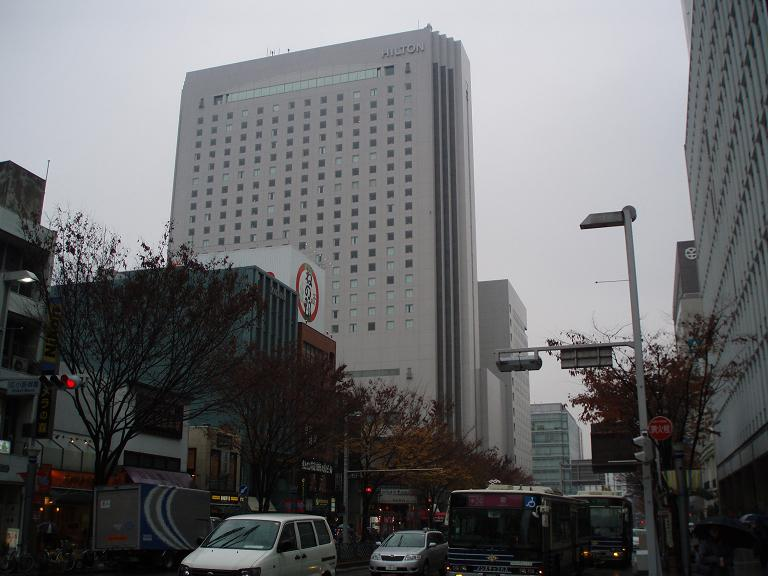
ヒルトン名古屋

- ザ・ビーチリゾート瀬底 by ヒルトンクラブ（2021年10月5日にヒルトン沖縄瀬底リゾートの隣接地にプレオープン[8]、2022年10月4日グランドオープン[9]）
- ヒルトン・ガーデン・イン京都四条烏丸（250室、2022年11月16日オープン[10]）
- ヒルトン京都（313室、2024年9月12日オープン）[11]

提携企業による運営
- ヒルトンニセコビレッジ（旧：ニセコ東山プリンスホテル）
  - 運営：YTLコーポレーション（前:ウィンターガーデン・リゾーツ）傘下のニセコビレッジKK
- ヒルトン成田（旧：リーガロイヤルホテル成田）
  - 運営：イシン・ホテルズ・グループ
- ヒルトン東京お台場（旧：ホテル日航東京）
  - 運営：東京ヒューマニアエンタプライズ
- ヒルトン横浜
  - 運営：KENホテルマネジメント
- ヒルトン広島
  - 運営：瀬戸内ホテルズ
- ヒルトン福岡シーホーク（旧:JALリゾートシーホークホテル福岡←シーホークホテル&リゾート）
  - 運営：ホークスタウン
- ヒルトン長崎
  - 運営：グラバーヒル
- ヒルトン沖縄北谷リゾート
  - 運営：北谷ホテルアンドリゾート

- ヒルトン京都（2024年9月12日開業）

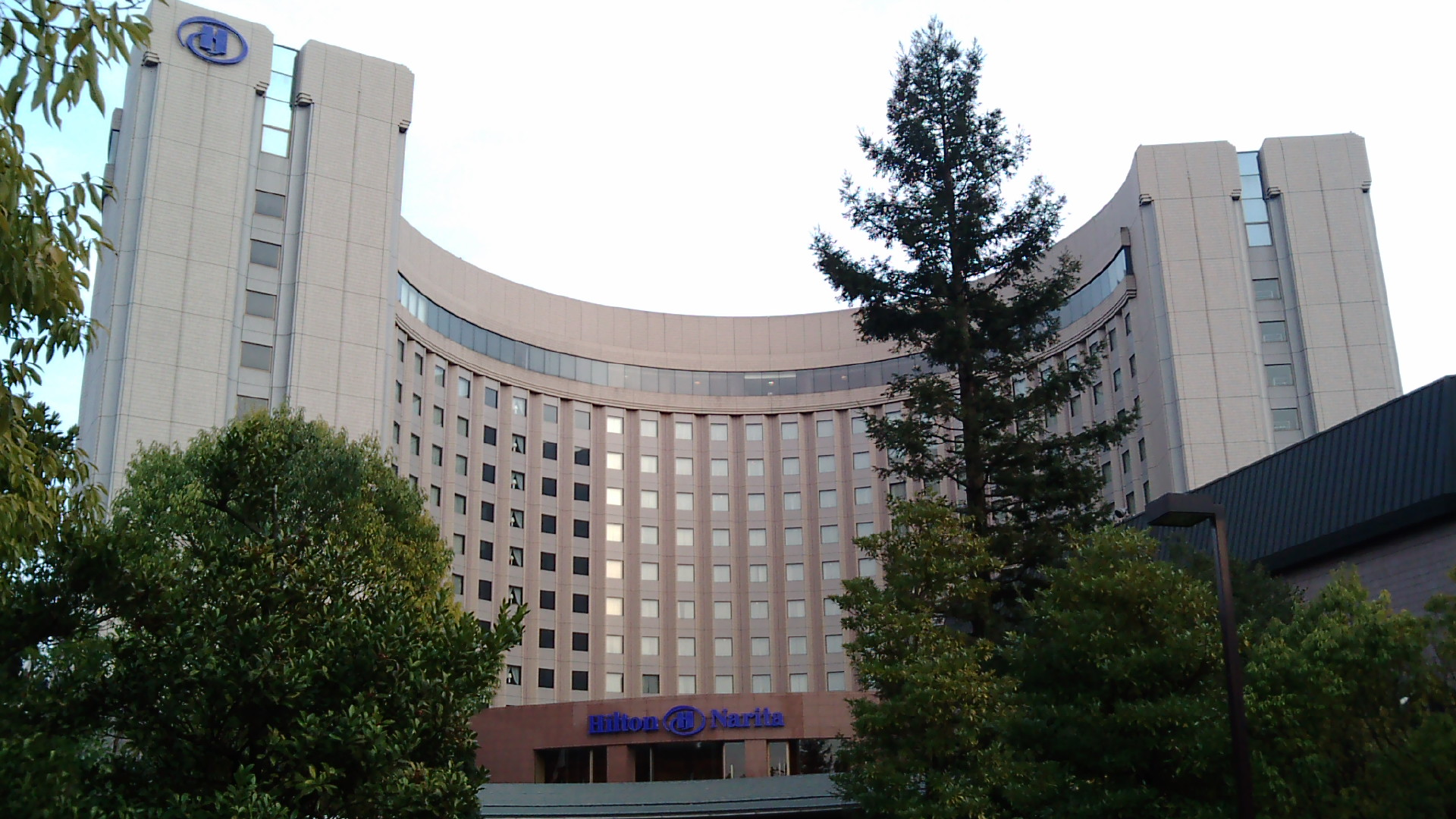
ヒルトン成田
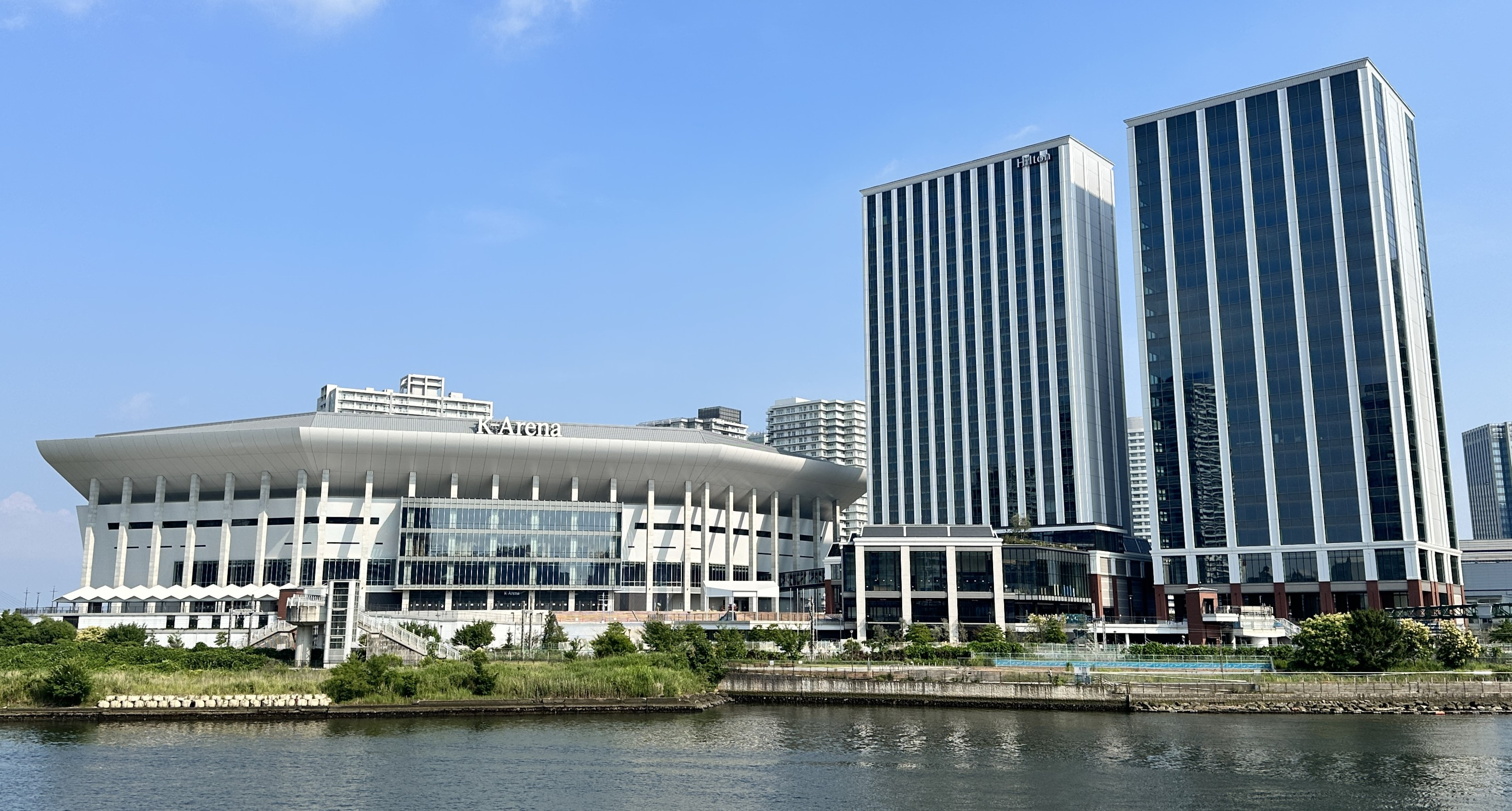
ミュージックテラス内に所在するヒルトン横浜（中央）
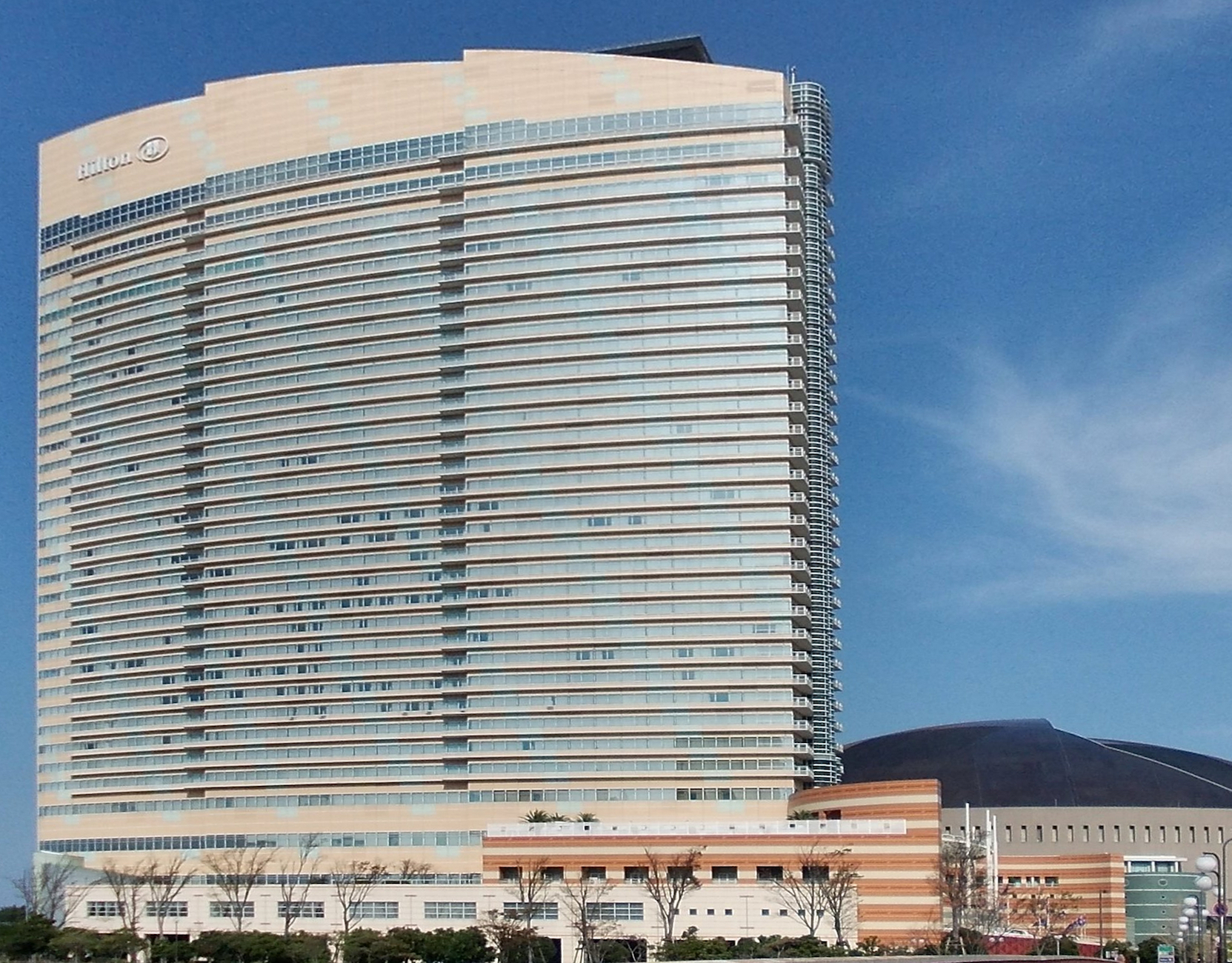
ヒルトン福岡シーホーク

- ヒルトン沖縄宮古島リゾート（329室、2023年6月18日にソフトオープン、8月26日にグランドオープン[12]）** 運営：三菱地所[13]）

#### ダブルツリー
- ダブルツリーbyヒルトン那覇
  - ホテル ソルヴィータプレミア旭橋を改称し、2012年5月23日、日本初のダブルツリーブランドとして開業[14]。
- ダブルツリーbyヒルトン富山[15]
  - 201室、2023年1月18日開業。ヒルトングループとしては、北陸地方初進出。
  - 運営：ヒルトン、経営：池田グループ（株式会社池田ホテルマネジメント）、所有：池田グループ
- ダブルツリーbyヒルトン京都駅
  - ダイワロイネットホテル京都グランデをリブランドし、2024年3月29日オープン。ダブルツリーブランドとしては、関西初進出。
- ダブルツリーbyヒルトン大阪城
  - 377室、2024年5月1日ソフトオープン[16]、23日グランドオープン[17]
- ダブルツリーbyヒルトン東京有明
  - ダイワロイネットホテル東京有明をリブランドし、2024年12月20日オープン。ダブルツリーブランドとしては、関東初進出。

ヒルトンインターナショナル直系（ヒルトンジャパン）資本による施設
- ダブルツリーbyヒルトン沖縄北谷リゾート（運営：オリックス不動産）
- ダブルツリーbyヒルトン那覇首里城（旧：ホテル日航那覇グランドキャッスル、運営：株式会社琉球ホテルリゾート那覇）
  - ホテル日航那覇グランドキャッスルを改称し、2016年7月1日開業

#### キュリオ・コレクション by ヒルトン
- 旧軽井沢KIKYOキュリオ・コレクションbyヒルトン（旧 旧軽井沢ホテル） - 2018年4月19日オープン

#### 過去に営業していた施設
- 東京ヒルトンホテル（1983年ヒルトンホテルとしての営業を終了）
- ヒルトン小樽（現 グランドパーク小樽）
  - 運営：小樽ヒルトン（マイカル系）→イシン・ホテルズ・グループ→シンガポールのパークホテルグループへ売却となり、2008年12月ヒルトンホテルとしての営業終了。
- 沖縄ヒルトン（→ シェラトン沖縄 → 現 コスタビスタ沖縄 ホテル＆スパ）

#### 新規オープン予定施設
開業予定年は発表時
- ヒルトン沖縄金武（2016年オープン予定）[18][19] - 2025年現在未開業
- ウォルドーフ・アストリア東京日本橋（197室、2026年開業予定）[20]
- コンラッド名古屋　(2026年開業予定)　[21]
- ヒルトン高山リゾート　(290室、2026年秋開業予定)
- コンラッド横浜　(272室、2027年開業予定) [22]

## 産地の不当表示
- 「ミシュランガイド東京2008」で二つ星評価だったヒルトン東京のフランス料理店「トゥエンティワン」が、メニューで牛肉などの産地を不当表示したとして、公正取引委員会に景品表示法違反（優良誤認）で、ホテル運営会社「日本ヒルトン」（東京）が排除命令を受けた[23]。

## その他

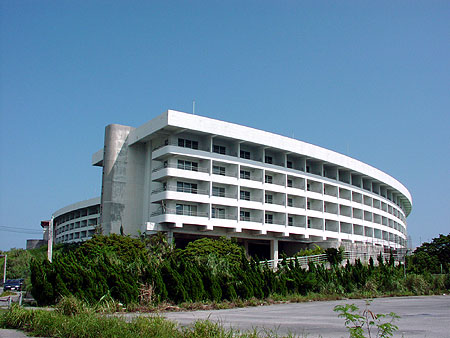
旧沖縄ヒルトン（現・コスタビスタ沖縄）

- 1981年に発生したアメリカのレーガン大統領暗殺未遂事件は、ワシントン・ヒルトンで起こった。
- 1964年に開業した旧東京ヒルトンホテルは、外資系ホテルチェーンによる初の日本進出として知られるが、所有者の東京急行電鉄との間で契約条件等をめぐる争いが裁判にまで発展した。1983年にヒルトンによる運営受託が終了し、その後は東急ホテルズがキャピトル東急ホテルとして運営し、建て替えのため2006年に営業を終了し建物は取り壊された。跡地にはザ・キャピトルホテル 東急が新築され、2010年に営業再開。
- ヒルトンが、アメリカ国内はヒルトン・ホテルズ・コーポレイション、それ以外はヒルトン・インターナショナルに分割された際、日本はヒルトン・インターナショナルの管轄とされたが、当時アメリカ合衆国の施政下にあった沖縄のみ、ヒルトン・ホテルズ・コーポレイションの管轄とされた。そのため、沖縄の本土復帰後も沖縄ヒルトンはヒルトン・ホテルズ・コーポレイションにより経営されていた。なお、沖縄ヒルトンはその後閉鎖されて建物は長らく放置されていたが、2005年にホテル・コスタビスタとして営業を再開した。
- 1968年に公開されたアメリカ映画『2001年宇宙の旅』において、宇宙ステーション内のホテルとして登場した。
- ベトナム戦争時の北ベトナムの捕虜収容所は「ハノイ・ヒルトン」と呼ばれていた。ハノイ市内には、その後1999年に、本物のヒルトンホテルが開業した。
- 「セレブリティ」として知られる「ヒルトン姉妹」（パリス・ヒルトン、ニッキー・ヒルトン）は、コンラッド・ヒルトンの曾孫である。
- 石ノ森章太郎のHOTELの舞台であるホテル「東京プラトン」は、マンガ版ではかつての「東京ヒルトン」、TBSのドラマではヒルトン東京ベイをモデルとしている。